# 27864 Antongraff
27864 Antongraff este un asteroid din centura principală de asteroizi.

## Descriere
27864 Antongraff este un asteroid din centura principală de asteroizi. A fost descoperit pe 5 martie 1995 la Tautenburg de Freimut Börngen. Asteroidul prezintă o orbită caracterizată de o semiaxă mare de 2,76 ua, o excentricitate de 0,14 și o înclinație de 9,4° în raport cu ecliptica.